# Centromerus leruthi
Centromerus leruthi är en spindelart som beskrevs av Fage 1933. Centromerus leruthi ingår i släktet Centromerus och familjen täckvävarspindlar. Inga underarter finns listade i Catalogue of Life.